# Strömsbergs säteri
Strömsbergs säteri är en herrgård i Ljungarums socken i Jönköpings kommun i Småland.
Strömsberg är bebyggt med en manbyggnad av reveterat trä i två våningar, huvudsakligen från 1600-talet och senare tillbyggd. 
Gården bildades ur Ljungarums by och byggdes delvis av Jönköpings borgmästare Peder Gudmundsson Strömberg. Den gjordes 1666 till säteri av mågen Israel Ridderhjelm och utökades genom köp och byten av honom och hans son. Strömsberg innehades sedan genom arv eller köp av medlemmar av släkterna von Vicken, von Knorring, Hedercrantz, von Strokirch och von Essen.

## Bildgalleri

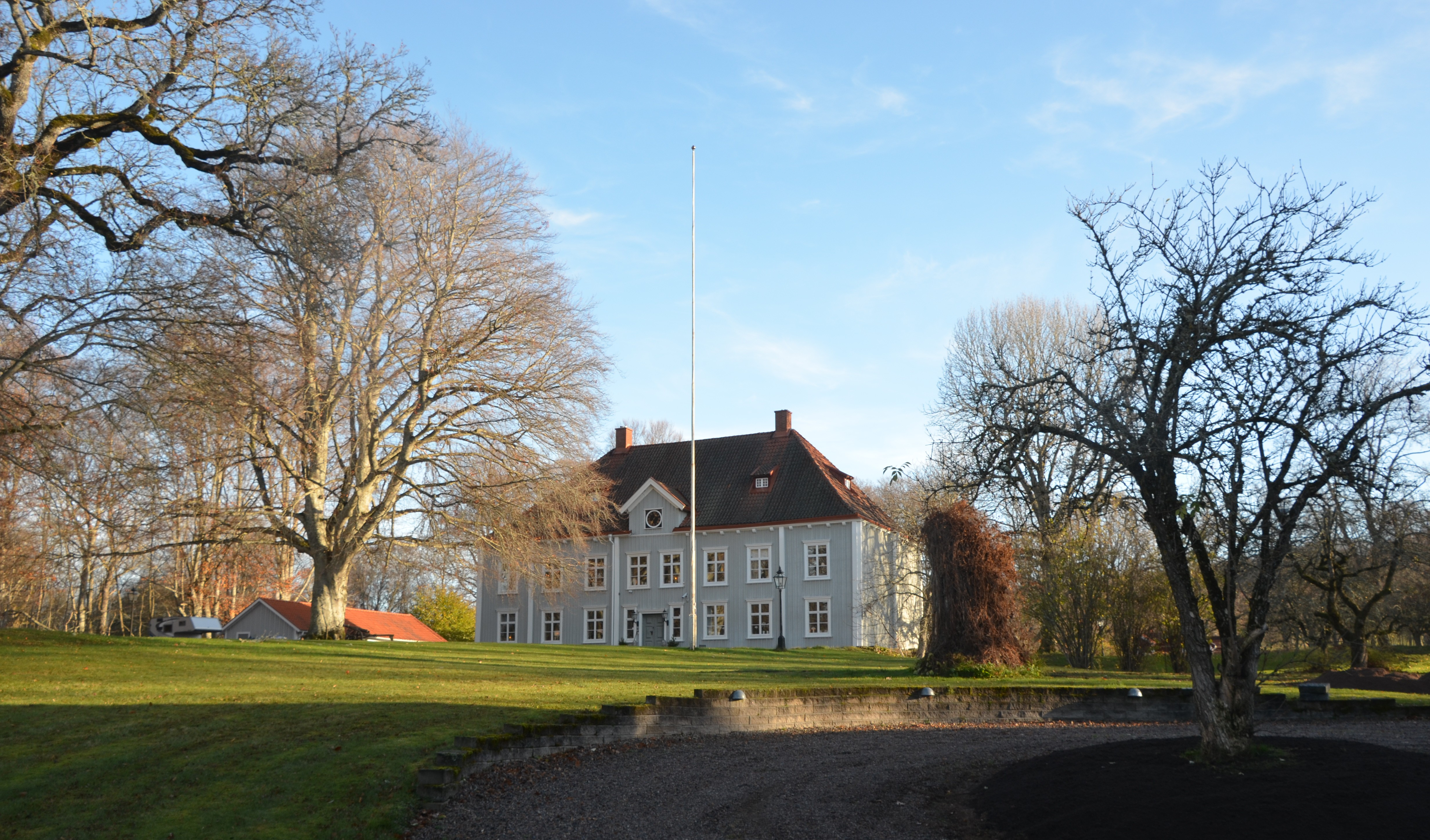
Huvudbyggnad och park
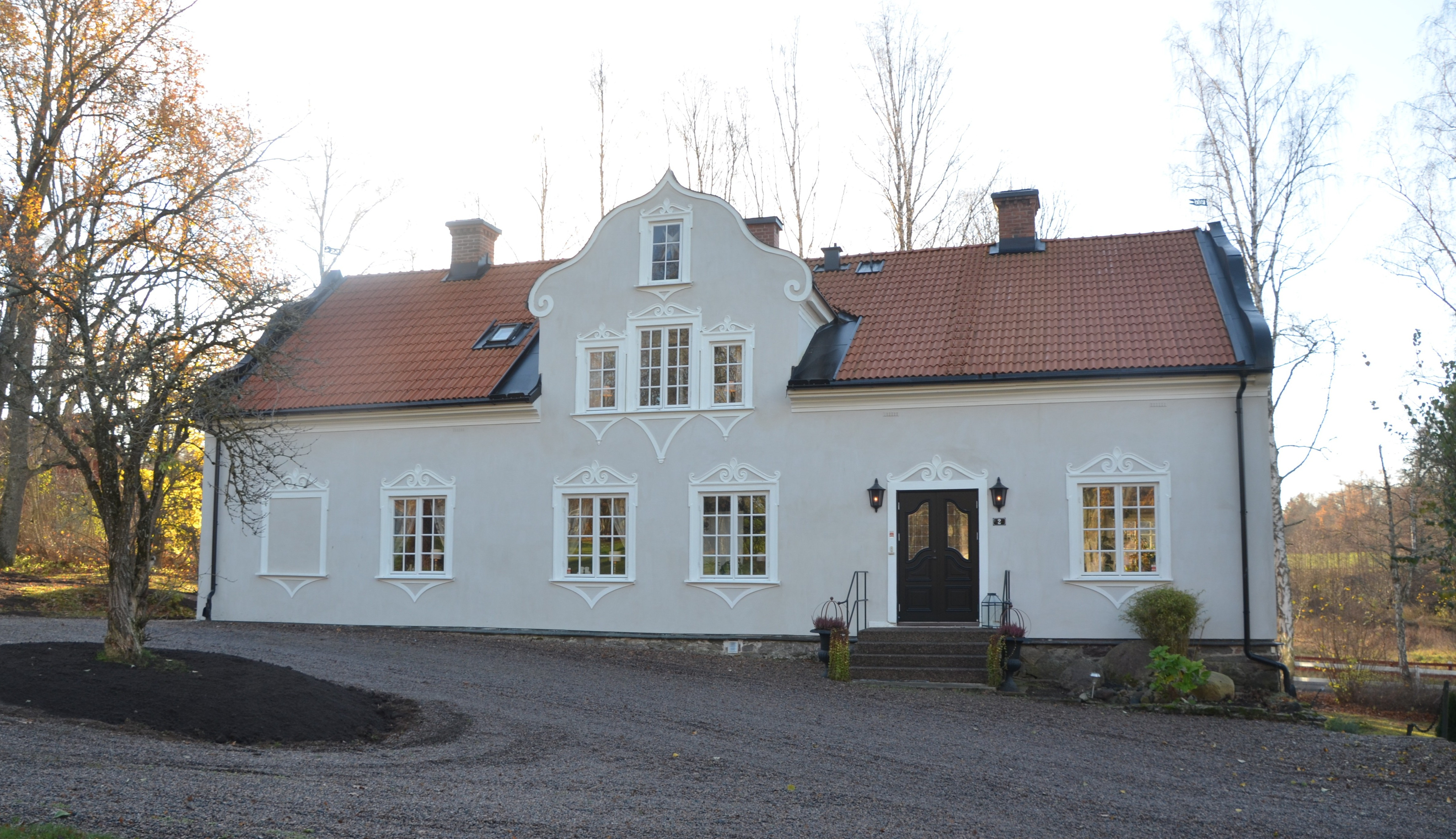
Västra flygeln
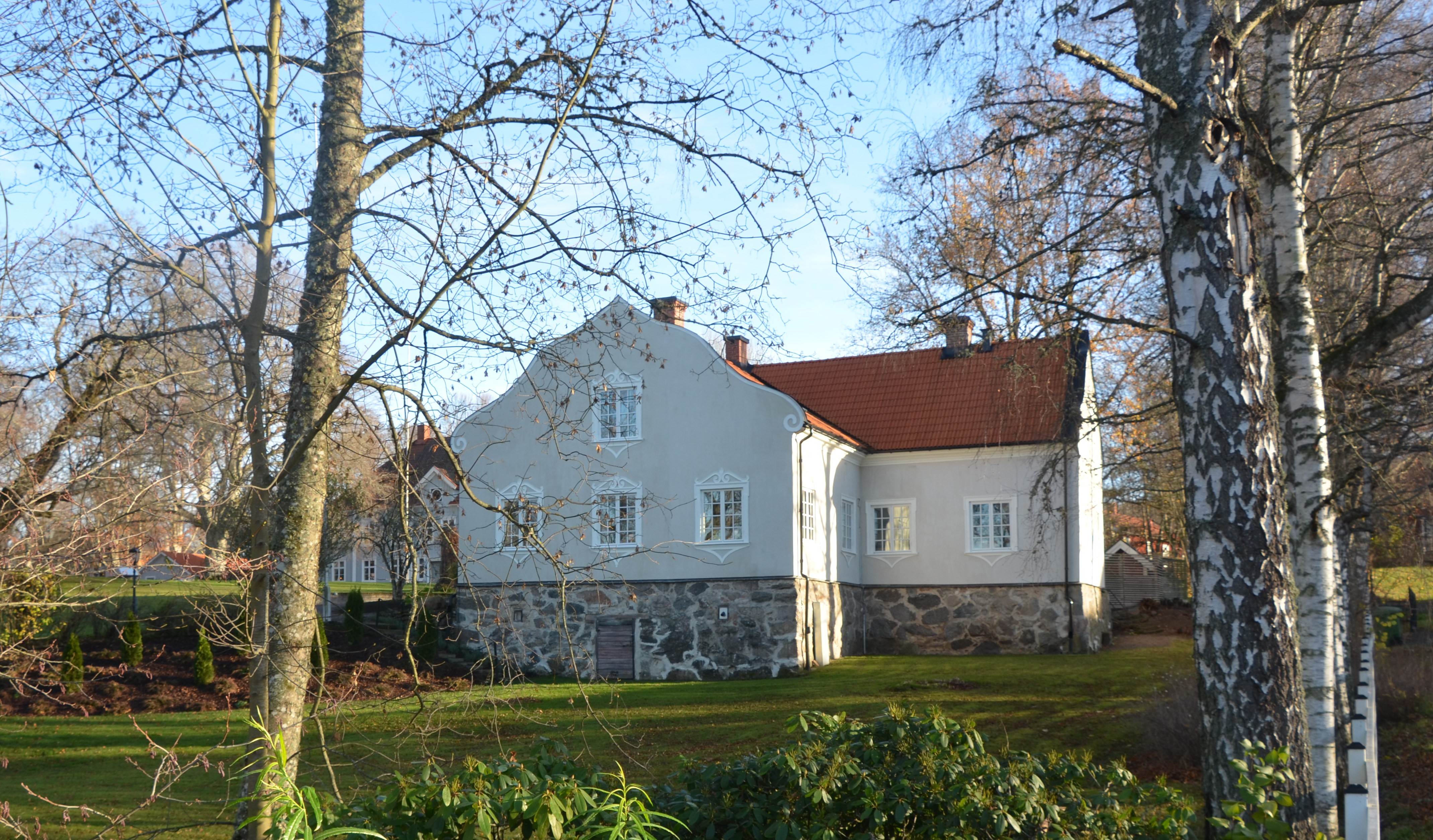
Västra flygeln
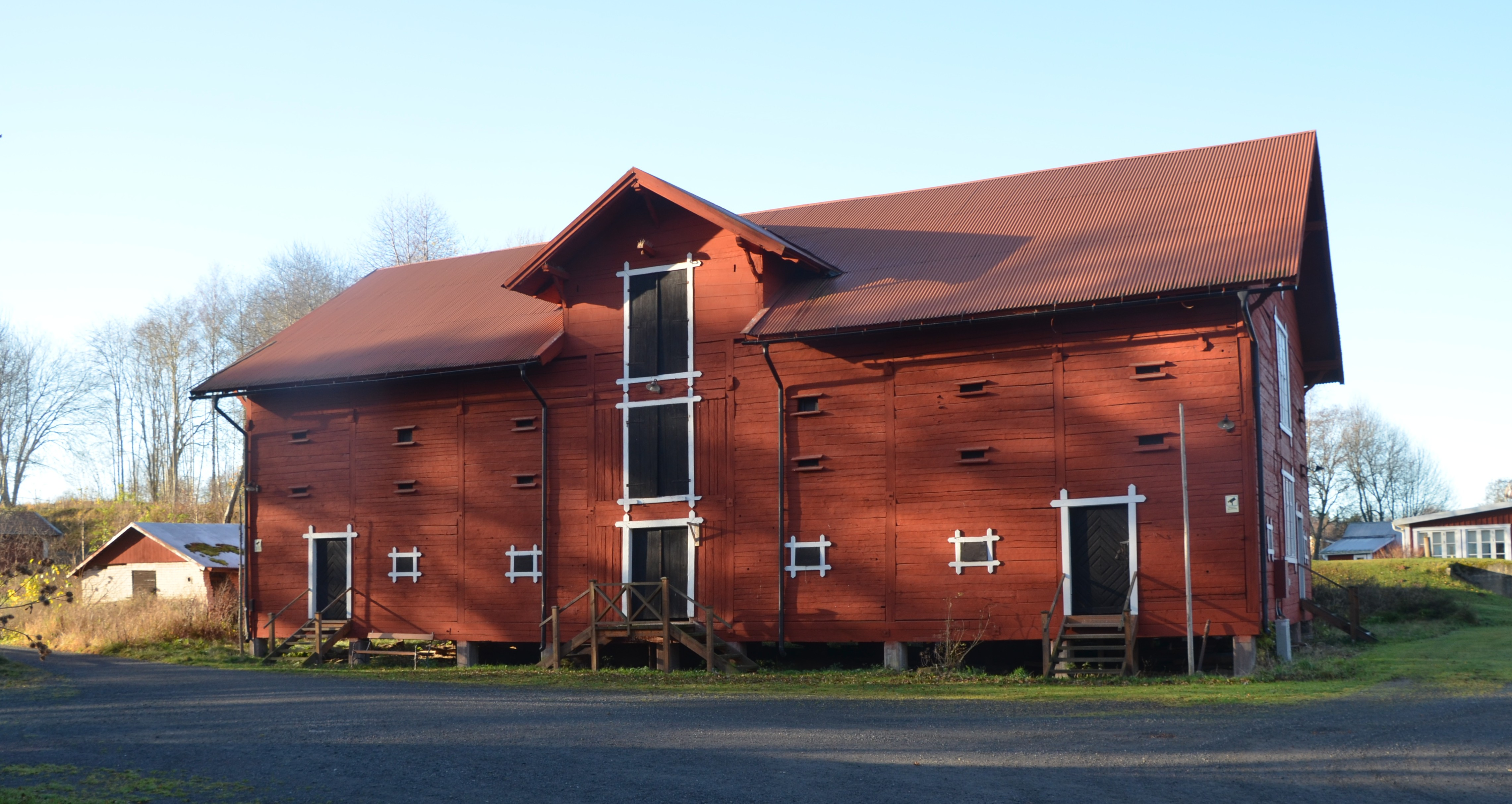
Magasin
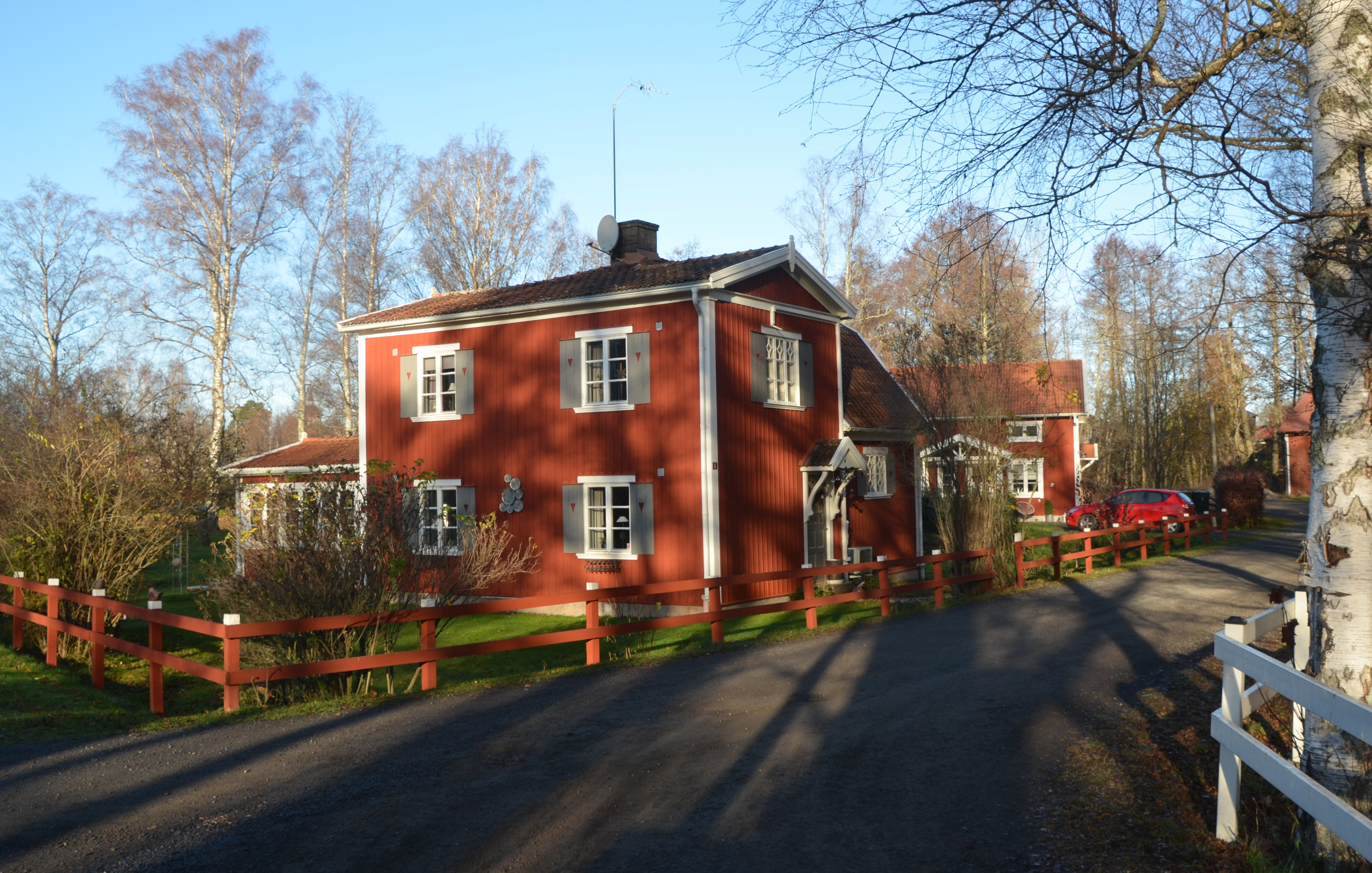
Bostadshus